# Parlamentswahl in Russland 2003
- KPRF: 51
- Rodina: 37
- APR: 3
- VRF: 16
- RPP: 1
- Sonst.: 3
- Unabh.: 74
- ER: 222
- LDPR: 37
- Jabloko: 4
- URK: 3

Die Parlamentswahl in Russland 2003 fand am 7. Dezember 2003 statt, es wurden 450 Sitze in der Duma (Gossudarstwennaja Duma), dem Unterhaus der beiden russischen Parlamentskammern, vergeben.
Wie erwartet gewann die Partei von Präsident Wladimir Putin Einiges Russland („Partei der Macht“) die größte Anzahl der Stimmen und Sitze. Die meisten anderen Parteien verloren an Bedeutung. Nach den Wahlen trat darüber hinaus eine Reihe unabhängiger Kandidaten und Vertreter anderer Parteien der Fraktion bei, so dass „Einiges Russland“ schließlich über 305 von 450 Sitzen und somit über eine Zwei-Drittel-Mehrheit im Parlament verfügte. Durch die Wahlen erlangte Putin die komplette Kontrolle über die Legislative.
Aufgrund der 5 %-Hürde gelangten nur noch vier Parteien in Fraktionsstärke (35 Sitze) ins Parlament, neben Einiges Russland (37,57 %, 222 Sitze), die Kommunistische Partei der Russischen Föderation (12,61 %, 52 Sitze), die Liberal-Demokratische Partei Russlands (11,45 %, 38 Sitze) und die putintreue Partei Rodina (9,02 %, 45 Sitze). 80 Sitze kleinerer Parteien waren über Direktmandate vergeben.
Von den übrig gebliebenen Parteien ist die Kommunistische Partei zwar immer noch die stärkste Partei, in ihren Möglichkeiten in der Opposition jedoch beschränkt. Sie verlor im Vergleich zur Russischen Parlamentswahl 1999 die Hälfte ihrer Stimmen. Der Vorsitzende Sjuganow sprach von Wahlfälschung und beschuldigte die Regierung unter Putin, mit der Bildung der Partei Rodina gezielt eine linksnationalistische Konkurrenzpartei zur KP geschaffen zu haben. Da die Liberal-Demokratische Partei an der Regierung beteiligt ist, ist die KPRF seit den Wahlen die einzige Oppositionspartei in Fraktionsstärke in Russland. Die nationalistische Liberal-Demokratische Partei gewann einige Abgeordnete hinzu.
Die liberale Partei Jabloko verlor die meisten ihrer Sitze und scheiterte an der Fünf-Prozent-Hürde.
Nach Ansicht der OSZE wurde der Wahlkampf „in Teilen nicht fair“ geführt und verfehlte „demokratische Standards“. Die deutsche Wahlbeobachterin Rita Süssmuth sagte: „Putin und seine Partei hatten eine dominierende Präsenz im Staats-TV“.
| Endergebnis der Wahl zur russischen Duma vom 7. Dezember 2003                                      | Endergebnis der Wahl zur russischen Duma vom 7. Dezember 2003                                      | Endergebnis der Wahl zur russischen Duma vom 7. Dezember 2003 | Endergebnis der Wahl zur russischen Duma vom 7. Dezember 2003 | Endergebnis der Wahl zur russischen Duma vom 7. Dezember 2003 |
| Parteien und Wahlblöcke                                                                            | Parteien und Wahlblöcke                                                                            | Stimmen                                                       | %                                                             | Sitze                                                         |
| -------------------------------------------------------------------------------------------------- | -------------------------------------------------------------------------------------------------- | ------------------------------------------------------------- | ------------------------------------------------------------- | ------------------------------------------------------------- |
| Einiges Russland (Jedinaja Rossija)                                                                | Einiges Russland (Jedinaja Rossija)                                                                | 22.529.459                                                    | 38,0                                                          | 222                                                           |
| Kommunistische Partei der Russischen Föderation (Kommunistitscheskaja Partija Rossiskoj Federazii) | Kommunistische Partei der Russischen Föderation (Kommunistitscheskaja Partija Rossiskoj Federazii) | 7.622.568                                                     | 12,8                                                          | 51                                                            |
| Liberal-Demokratische Partei Russlands (Liberalno-Demokratischeskaja Partija Rossii)               | Liberal-Demokratische Partei Russlands (Liberalno-Demokratischeskaja Partija Rossii)               | 6.923.444                                                     | 11,7                                                          | 37                                                            |
| Rodina – Mutterland-National Patriotische Union (Rodina – Narodno-Patriotischeskij Sojuz)          | Rodina – Mutterland-National Patriotische Union (Rodina – Narodno-Patriotischeskij Sojuz)          | 5.443.053                                                     | 9,2                                                           | 37                                                            |
| Jabloko – Russische Demokratische Partei Jabloko (Rossijskaja Demokratischeskaja Partija Jabloko)  | Jabloko – Russische Demokratische Partei Jabloko (Rossijskaja Demokratischeskaja Partija Jabloko)  | 2.601.549                                                     | 4,4                                                           | 4                                                             |
| Union der rechten Kräfte (Sojus Prawych Sil)                                                       | Union der rechten Kräfte (Sojus Prawych Sil)                                                       | 2.390.868                                                     | 4,0                                                           | 3                                                             |
| Agrarpartei (Agrarnaja Partija Rossii)                                                             | Agrarpartei (Agrarnaja Partija Rossii)                                                             | 2.201.806                                                     | 3,7                                                           | 3                                                             |
| Wahlblock:                                                                                         | Russische Partei der Pensionäre (Rossijskaja Partija Pensionerow)                                  | 1.869.729                                                     | 3,1                                                           | 1                                                             |
| Wahlblock:                                                                                         | Partei der sozialen Gerechtigkeit (Rossijskaja Partija Sprawedliwosti)                             | 1.869.729                                                     | 3,1                                                           | 1                                                             |
| Wahlblock:                                                                                         | Partei der Wiedergeburt Russlands (Partija Vosroschdenija Rossii)                                  | 1.137.193                                                     | 1,9                                                           | 3                                                             |
| Wahlblock:                                                                                         | Russische Partei des Lebens (Rossijskaja Partija Schisni)                                          | 1.137.193                                                     | 1,9                                                           | 3                                                             |
| Volkspartei der Russischen Föderation (Narodnaja Partija Rossijskoj Federatsii)                    | Volkspartei der Russischen Föderation (Narodnaja Partija Rossijskoj Federatsii)                    | 707.434                                                       | 1,2                                                           | 16                                                            |
| Einheit (Jedinenije)                                                                               | Einheit (Jedinenije)                                                                               |                                                               | 1,2                                                           |                                                               |
| Sonstige und Parteilose                                                                            | Sonstige und Parteilose                                                                            |                                                               |                                                               | 74                                                            |
| Total (Wahlbeteiligung 54,7 %)                                                                     | Total (Wahlbeteiligung 54,7 %)                                                                     | 59.297.970                                                    |                                                               | 450                                                           |
| Wahlberechtigte                                                                                    | Wahlberechtigte                                                                                    | 108.404.870                                                   |                                                               |                                                               |
| Quelle: Zentrale Wahlkommission der Russischen Föderation.                                         | |                                                               |                                                               |                                                               |